# Zdzisław Cichocki
Zdzisław Cichocki (ur. 12 grudnia 1927 w Stasiówce) – polski działacz partyjny i państwowy, wojewoda przemyski (1976–1981).

## Biografia
Syn Jana i Tekli. Ukończył studia wyższe z tytułem magistra. Członek PZPR od 1 czerwca 1950. W latach 1956–1959 radny Powiatowej Rady Narodowej w Mielcu i Wojewódzkiej Rady Narodowej w Rzeszowie. Od 1956 do 1960 I sekretarz Komitetu Zakładowego przy Wytwórni Sprzętu Komunikacyjnego „PZL-Mielec”, następnie do 1966 pierwszy sekretarz w Mielcu. Od listopada 1973 do maja 1975 był naczelnikiem miasta i powiatu Przemyśl, a następnie do marca 1976 sekretarzem KW PZPR w Przemyślu. 
1 kwietnia 1976 został powołany na stanowisko wojewody przemyskiego, które to stanowisko zajmował do 10 marca 1981. Od listopada 1986 do 1989 był pierwszym sekretarzem Komitetu Miejskiego PZPR w Przemyślu.